# Engelbrekt Engelbrektsson
Engelbrekt Engelbrektsson (nascido provavelmente na década de 1390 – morto numa ilha do lago Hjälmaren, 4 de maio de 1436) foi um líder revolucionário sueco e mais tarde eleito Condestável do Reino (Rikshövitsman, literalmente "comandante-em-chefe das forças armadas") em 1435. Ele liderou a rebelião de Engelbrekt em 1434 contra Érico da Pomerânia, rei da União de Kalmar. Foi assassinado por Magnus Bengtsson (Natt och Dag) numa ilha do lago Hjälmaren em 1436.

## Biografia
Engelbrekt Engelbrektsson era proprietário de uma mina e ferragens na histórica região mineira de Bergslagen. Ele era da paróquia de Norberg (Norbergs socken) em Västmanland. Sua família veio originalmente da Alemanha, tendo migrado para a Suécia na década de 1360. O brasão de armas da família mostra três meios-lírios formados em um triângulo.
Engelbrekt estava insatisfeito com as numerosas ofensas dos oficiais de justiça locais dinamarqueses e com a pesada fiscalidade. Em 1434 ele iniciou uma rebelião com o apoio de trabalhadores de minas e camponeses de sua área natal. O pano de fundo era o descontentamento generalizado contra o oficial de justiça do rei em Västerås, Jösse Eriksson [sv], que era culpado pela aflição que os mineiros sofriam sob seu governo. Após denúncias formais feitas por Engelbrekt em nome dos mineiros, um inquérito foi feito por Erik da Pomerânia, que acabou descobrindo que as ações de Jösse eram criminosas. Apesar disso, Jösse não foi substituído, o que levou a que um grande número de camponeses fosse a Västerås protestar. Embora o Riksråd tenha intervindo para resolver pacificamente os protestos, nenhuma ação foi tomada contra o oficial de justiça. Na primavera de 1433, os protestos se transformaram em violência e os dalecarlianos cercaram o castelo do oficial de justiça. O Riksråd demitiu Jösse e o substituiu por Hans von Eberstein. No entanto, Engelbrekt não estava satisfeito, uma vez que Jösse não havia sido processado por seus crimes confessos. Uma série de dalecarlians e västmanlanders destruíram os castelos de Borganäs e Köpingshus. Neste ponto, muitos nobres se juntaram aos rebeldes. A rebelião se transformou em uma força maciça varrendo o país. A revolta ocorreu no contexto da União de Kalmar.
Em 1435, Engelbrekt foi nomeado Rikshövitsman [sv], comandante em chefe, em um Riksdag em Arboga que é muitas vezes considerado o primeiro Riksdag na Suécia. No entanto, ele não foi capaz de resistir à nobreza sueca, que queria explorar a rebelião. Ele foi um pouco forçado a ficar em segundo plano. A nobreza e o clero decidiram apoiar Karl Knutsson Bonde, que em 1436 suplantou Engelbrekt como Rikshövitsman.  Jösse Eriksson retornou à Suécia no mesmo ano, mas foi linchado por camponeses em Motala depois de apresentá-lo à coisa local que o condenou à morte.
Em 4 de maio de 1436, Engelbrekt foi assassinado em Engelbrektsholmen [sv], uma ilhota no Lago Hjälmaren, pelo aristocrata Måns Bengtsson (Natt och Dag) [sv], que vivia no vizinho Castelo de Göksholm. O pai de Måns estava envolvido em uma disputa legal com Engelbrekt sobre uma queima ilegal de um navio. O assassinato é considerado por alguns historiadores como um assassinato. Engelbrekt foi enterrado em Örebro na Igreja de São Nicolau.
Måns Bengtsson foi um cavaleiro sueco e juiz chefe na tradicional província sueca de Närke. Ele era um membro da família Natt och Dag, uma família de Östergötland que pertence à classe nobre sueca.

## Consequências
Nas décadas seguintes, Engelbrekt tornou-se um herói nacional, retratado como um protetor público e um opositor da União de Kalmar. Sua rebelião passou a ser vista como o início do despertar nacional sueco, que triunfaria no século seguinte com a vitória do rei Gustavo Vasa (reinou de 1523 a 1560). O próprio Engelbrekt não tinha tais ideias, que devem ter sido anacrônicas na época; no entanto, sua rebelião deu aos camponeses uma voz na política sueca que eles nunca perderam depois. A rebelião Engelbrekt fez com que a unidade da União de Kalmar se desgastasse, levando à expulsão das forças dinamarquesas da Suécia. Embora mais tarde os reis dinamarqueses tenham recuperado a influência sobre a Suécia, a rebelião estabeleceu um precedente para as reivindicações suecas de soberania.

## Outras fontes
- Harrison, Dick (2002) Sveriges historia medeltiden (Stockholm: Liber) ISBN 91-47-05115-9
- Moberg, Vilhelm  (1971) Min svenska historia, II. Från Engelbrekt till och med Dacke (Stockholm: Norstedt)
- Larsson, Lars Olof  (1984) Engelbrekt Engelbrektsson och 1430-talets svenska uppror (P.A. Norstedt) ISBN 978-91-1-843212-5
- Lindkvist, Thomas (1990) Sveriges medeltid (Solna: Almqvist & Wiksell) ISBN 978-91-21-10557-3
- Lönnroth, Erik (1961)  Från svensk medeltid (Stockholm: Aldus/Bonniers )